# Улица Толстого (Казань)
Улица Толстого (тат. Толстой урамы) — улица в Вахитовском районе Казани.

## Расположение
Улица располагается с юга на север и начинается с перекрёстка с улицами Бутлерова и Айвазовского. Заканчивается на перекрёстке с улицей Подлужной. Участок между улицами Бутлерова и Горького с двухсторонним движением транспорта. Участок между улицами Горького и Большой Красной имеет одностороннее движение в сторону Большой Красной, при этом между улицей Карла Маркса и Большой Красной проезжая часть проходит слева и справа от сквера имени Толстого. От Большой Красной до Подлужной — улица двухсторонняя.

## История
В 1845 году в доме Киселёвского (ул. Толстого, 25/68) поселилась семья Толстых в составе Николай Толстой-младший, Сергей, Дмитрий и Лев. Когда в доме жили братья Толстые, верхний (второй) этаж перерезался большим залом и хорами. В антресолях, по бокам хор, находились две комнаты, в одной из которых, до хор, жил Дмитрий, а в другой, за хорами — Сергей и Лев. Комната за хорами находилась над парадным входом дома. Сам дом, в котором жил Л. Н. Толстой, каменный, двухэтажный, с антресольным этажом. Парадный вход расположен со стороны улицы Большой Красной. Построен, вероятно, в 40-х годах XIX столетия. Вход в комнаты антресольного этажа, а также на хоры, был сделан с черной дворовой лестницы. Архитектурная композиция и декоративное убранство фасадов являются типичными для позднего казанского классицизма (например, подчеркивание второго этажа, как главенствующего, прямоугольными окнами, обрамленными наличниками и сандриком, членение гладких стен фасада междуэтажными горизонтальными и профилированными тягами и так далее). При владельце Осокине Н. Г. в 1859 году внешний и внутренний облик дома был значительно изменён. Антресольный этаж переделан в полный третий, появились дополнительные комнаты с окнами, обращенными на улицы. Для входа на третий этаж и на хоры была сделана ещё одна лестница. На первом и втором этажах дом перепланированном путём установки дополнительных деревянных перегородок. На фасаде дома в 1940 году установлена мемориальная доска с надписью: великий писатель Лев Николаевич Толстой жил в этом доме в 1845 1846 годах. В 1982 году здание занимал Татарский институт усовершенствования учителей.
В 1858 году по проекту архитекторов Жуковского П. Т. и Песке А. И. было построено здание римско-католического храма (Толстого, 17/28). Здесь размещался Храм Воздвижения Святого Креста, но сейчас это 4-е учебное здание КНИТУ-КАИ им. А. Н. Туполева.
В 1890 году было построено здание медицинского университета (Толстого, 6/30).
С 1897 по 1900 годы строилось здание клиники Груздева — ныне роддом имени В. С. Груздева (Толстого, 4).
На углу улицы Толстого и Карла Маркса располагается здание Казанской художественной школы, построенное в 1900—1905 годах. С 1926 по 1929 годы в здании располагался индустриальный техникум повышенного типа; в 1929—1930 годах — политехнический институт; в 1930—1941 годах — институт инженеров коммунального строительства. В 1941—2003 годах здание являлось вторым корпусом Казанского авиационного института (КАИ), впоследствии технического университета (КГТУ им. А. Н. Туполева).
В 1913 году по проекту архитектора Трифонова В. А. был построен дом, который принадлежал купцу Я. И. Молоткову, но предназначался для размещения учебного заведения (Толстого 19/29). В 1913—1917 годах в доме находилась частная женская гимназия Л. И. Кавано, в советское время размещалась средняя школа № 19, с 1986 года — это учебно-производственный комбинат.
В 1929 году улица Институтская и улицы Односторонка Арского поля были переименованы в улицу Толстого.
В 1940 году по проекту Дубровина Вс. А. было построено третье здание КНИТУ-КАИ (Толстого, 15).
В 1949 году в сквере был установлен бюст Льва Толстого.
В 1971 году на углу улиц Толстого и Бутлерова был установлен бюст хирурга А. В. Вишневского. 

## Галерея

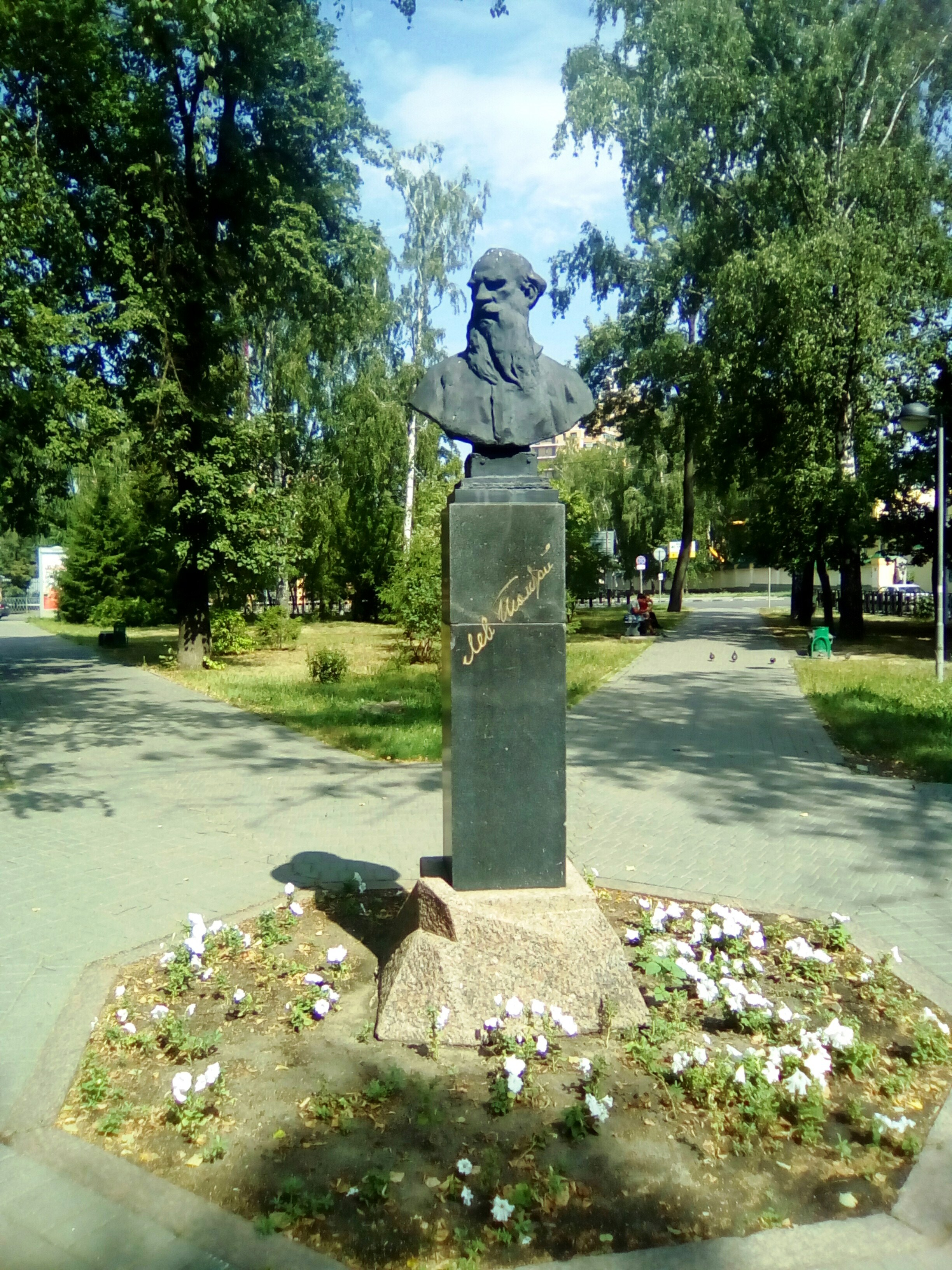
Бюст Л.Н. Толстого
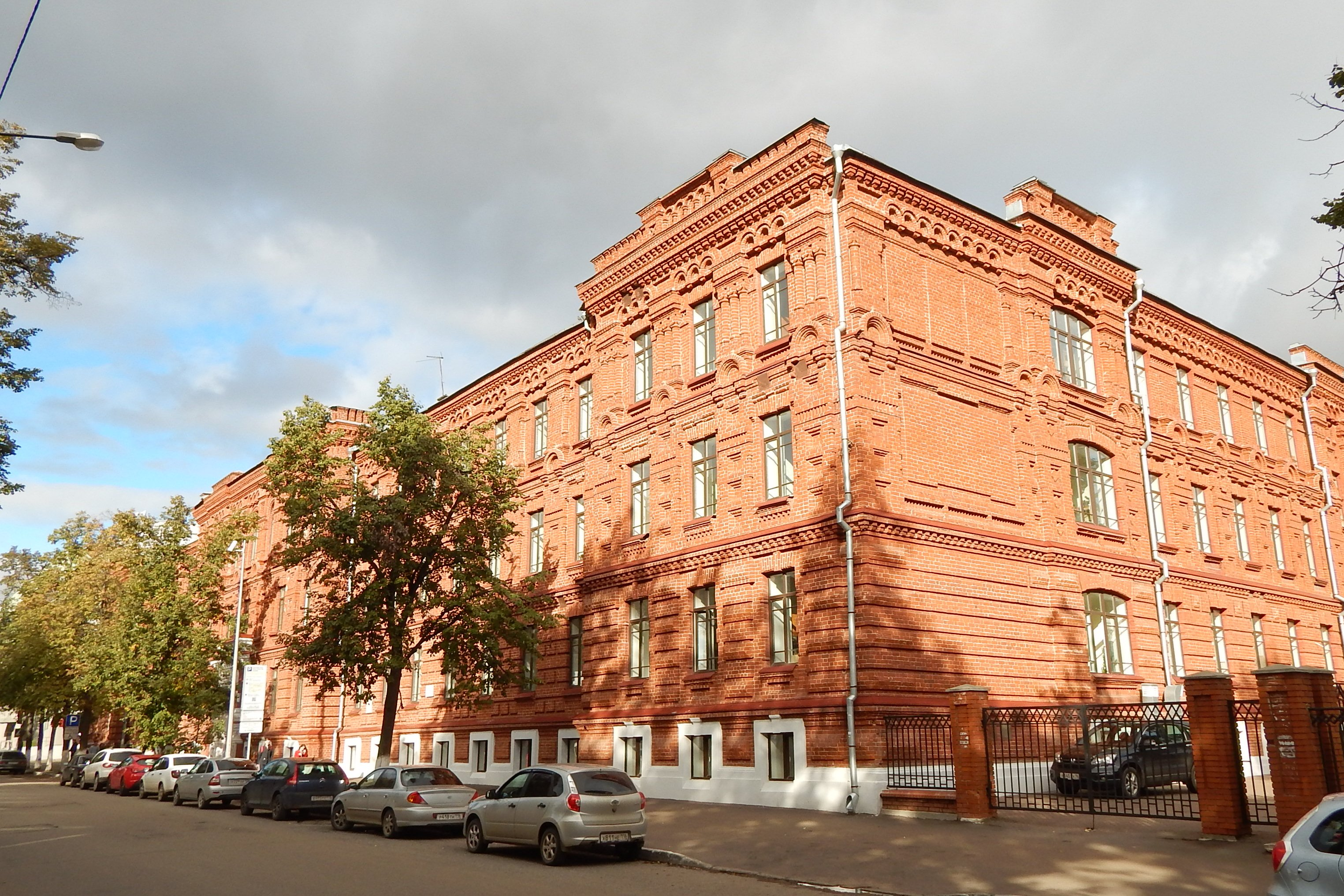
Здание студенческого общежития
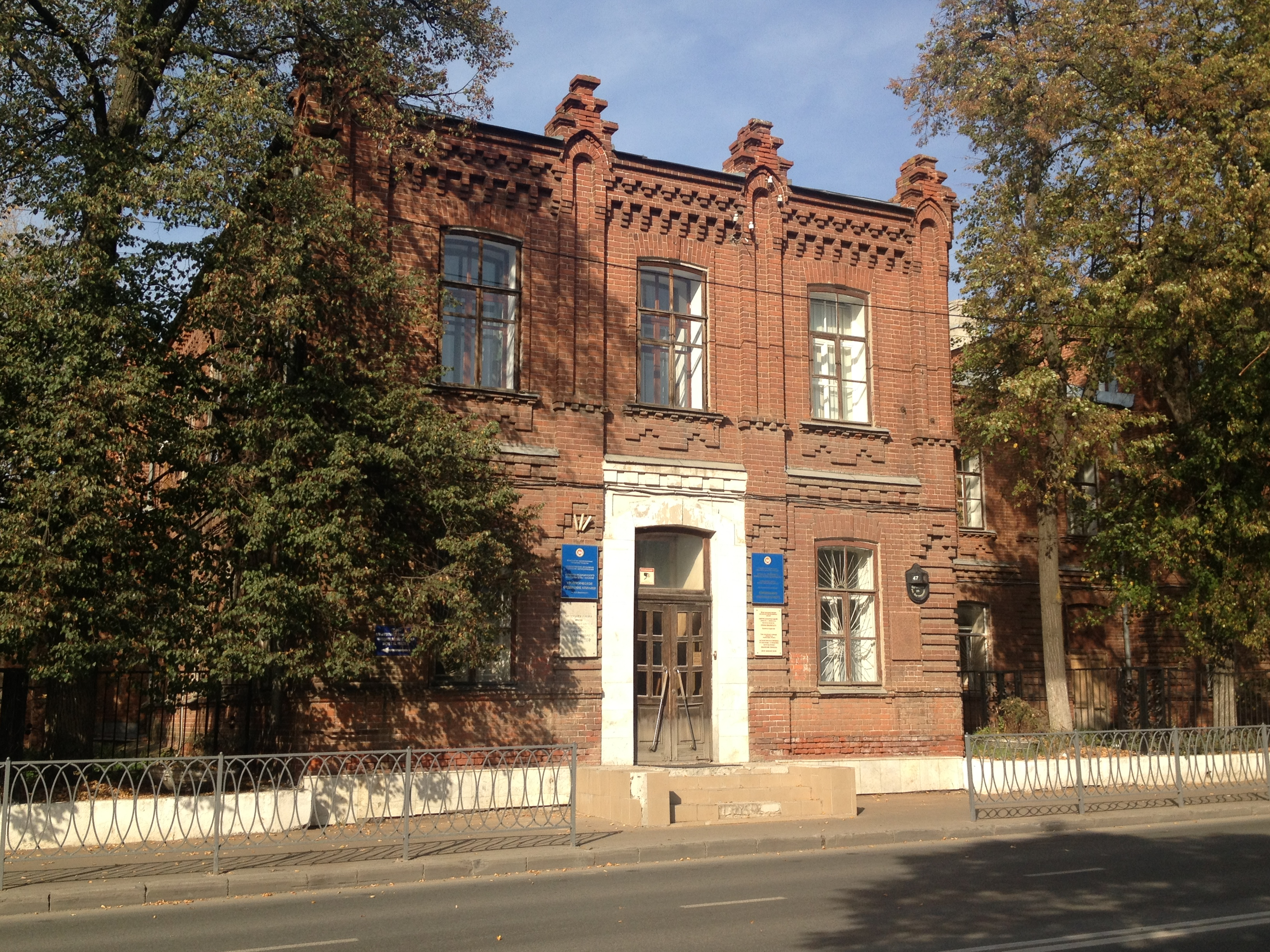
Здание клиники Вишневского
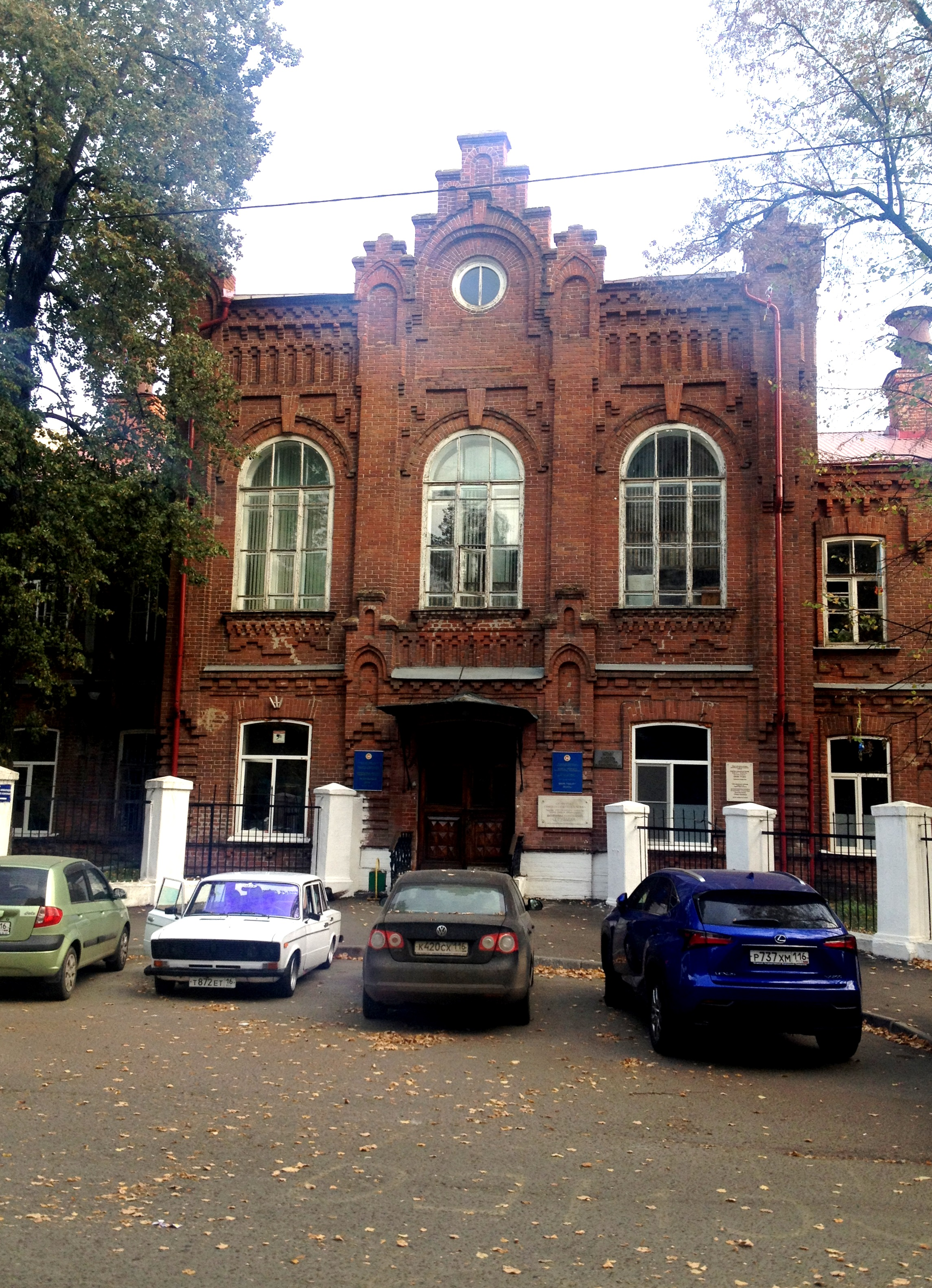
Здание клиники Груздева